# Премія «Сезар» найкращому продюсеру

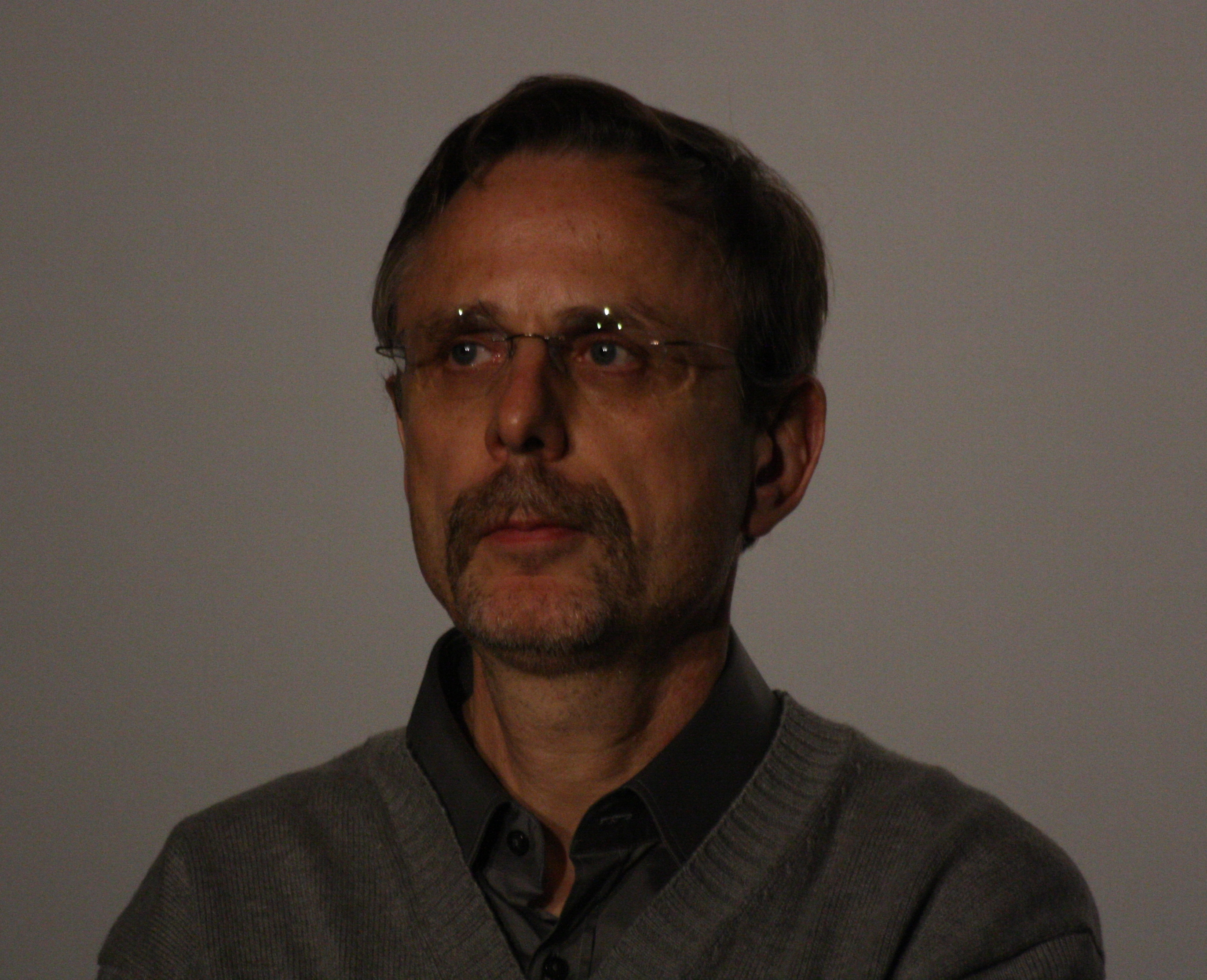
Крістоф Россіньон — перший лауреат премії

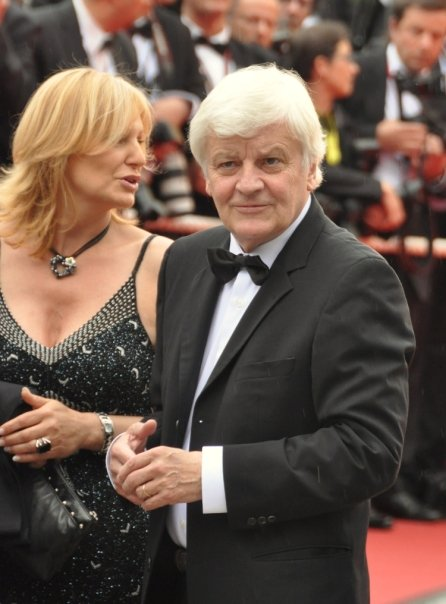
Жак Перрен — другий лауреат премії

Премія «Сезар» найкращому продюсеру (фр. César de la meilleure producteur) — одна з нагород Академії мистецтв та технологій кінематографа Франції у рамках національної кінопремії «Сезар». За свою історію була вручена двічі: у 1996 і 1997 роках. У 2008 році премію було замінено на Приз імені Даніеля Тоскана дю Плантьє.
Церемонія вручення нагород проходить щорічно в лютому (раніше нагородження також проходили у січні, березні та квітні) в паризькому театрі «Шатле» (з 2002 року). Премії вручалися за постери попереднього року.

## Лауреати і номінанти
Курсивом наведено оригінальні назви фільмів. Вказано роки проведення церемоній нагородження.

### 1990-і
| Год  | Переможець        | Фільм                                            | Номінанти     | Фільми                                                                                    |  |  |  |
| 1996 | Крістоф Россіньон | «Ненависть» La Haine                             | Клод Беррі    | «Проклятий газон» / Gazon Maudit                                                          |  |  |  |
| 1996 | Крістоф Россіньон | «Ненависть» La Haine                             | Рене Клейтман | «Гусар на даху» / Le Hussard sur le toit                                                  |  |  |  |
| 1996 | Крістоф Россіньон | «Ненависть» La Haine                             | Шарль Гассо   | «Кохання в лугах» / Le Bonheur est dans le pré                                            |  |  |  |
| 1996 | Крістоф Россіньон | «Ненависть» La Haine                             | Ален Терзян   | «Між ангелом і бісом» / Les Anges gardiens                                                |  |  |  |
|      |                   |                                                  |               |                                                                                           |  |  |  |
| 1997 | Жак Перрен        | «Мікрокосмос» Microcosmos : Le Peuple de l'herbe | Умбер Балсан  | «Чи піде сніг на Різдво?» / Y aura-t-il de la neige à Noël ?                              |  |  |  |
| 1997 | Жак Перрен        | «Мікрокосмос» Microcosmos : Le Peuple de l'herbe | Шарль Гассо   | «Бомарше» / Beaumarchais, l'insolent                                                      |  |  |  |
| 1997 | Жак Перрен        | «Мікрокосмос» Microcosmos : Le Peuple de l'herbe | Ален Сард     | «Чоловік мого життя» / Mon homme «Капітан Конан» / Capitaine Conan «Злодії» / Les Voleurs |  |  |  |